# IC 4796
IC 4796 — галактика типу SB0 (компактна витягнута галактика) у сузір'ї Телескоп.
Цей об'єкт міститься в оригінальній редакції індексного каталогу.